# Dąb Sadlera
Dąb Sadlera (Quercus sadleriana R.Br.ter) – gatunek rośliny z rodziny bukowatych (Fagaceae Dumort.). Występuje naturalnie w zachodnich Stanach Zjednoczonych – w Kalifornii oraz Oregonie. 

## Morfologia
PokrójZrzucający liście krzew dorastające do 1–3 m wysokości. Tworzy kłącza. Kora ma szarą barwę i jest gładka.
LiścieBlaszka liściowa ma eliptyczny lub odwrotnie jajowaty kształt. Mierzy 7–14 cm długości oraz 3,5–8 cm szerokości, jest piłkowana na brzegu, ma zaokrągloną nasadę i spiczasty wierzchołek. Ogonek liściowy jest nagi i ma 15–25 mm długości.
OwoceOrzechy zwane żołędziami o kształcie od jajowatego do niemal kulistego, dorastają do 15–20 mm długości i 10–15 mm średnicy. Osadzone są pojedynczo w miseczkach o półkulistym kształcie, które mierzą 7–9 mm długości i 10–18 mm średnicy. Orzechy otulone są miseczkami w 20–35% ich długości.

## Biologia i ekologia
Rośnie w lasach mieszanych. Występuje na wysokości od 600 do 2200 m n.p.m.